# Nonthaburi Youth Centre Stadium
Nonthaburi Youth Centre Stadium – piłkarski stadion w Nonthaburi, w Tajlandii. Pojemność stadionu wynosi 7 000 widzów. Swoje spotkania rozgrywają na nim piłkarze klubu Bing Bang Chula United FC.